# José Ramon Bernadó
José Ramón Bernadó Kneff (* 16. Februar 1965 in Vilanova i la Geltrú bei Barcelona) ist ein spanischer Comiczeichner.

## Leben
José Ramon Bernadó, der sich das Zeichnen auf autodidaktischem Wege selbst beibrachte und sich vor allem auf Alex Raymond und John Buscema als künstlerische Einflüsse beruft, begann in den 1980er-Jahren als Animationskünstler zu arbeiten. Weitere Künstler, deren Schaffen Bernadós cartoonhaft-vergröberten Zeichenstil beeinflusst haben, sind Floyd Gottfredson, Daniel Branca und Daan Jippes. Zu seinen Engagements aus dieser Zeit zählen unter anderem Arbeiten für die Studios Acció, Oniria Pictures und Munich Animation, während die bekannteste Serie, an der er mitarbeitete, die Kinderserie El Ultimo Koala war.
Berandós erste Arbeit als Comiczeichner, die Geschichte El Verdugo, wurde in dem Comicmagazin A Tope des Verlages Norma veröffentlicht. 1991 erhielt er Zeichnerjobs für europäische Lizenznehmer des US-amerikanischen Unterhaltungskonzerns Disney, die ihm die Gelegenheit eröffneten, Geschichten über verschiedene Disney-Charaktere wie Goofy und Mickey Mouse zu zeichnen. In der Folge zeichnete er Geschichten über Mickey Maus und Goofs für den italienischen Verlag Mondadori und den dänischen Verlag Egmont und später Geschichten über den „Bösen kleinen Wolf“ und die „DuckTales“ für französische Disney-Lizenziaten und „Dumbo“ und „Basil der Mäusedetektiv“-Geschichten für holländische Disney-Franchisenehmer.
1995 erhielt Bernadó auf dem Salone del Comic in Barcelona Zeichneraufträge für den US-amerikanischen Marvelverlag, für den er in der Folgezeit Geschichten für die Serie Wolverine, das Special Fury/AGent 13 und das Silver Surfer Annual illustrierte. Für Marvels Konkurrenten DC Comics betreute er in den folgenden Jahren Serien wie Extreme Justice, Justice League Task Force (1996) und Superboy (1996–1997). Autoren mit denen er zu dieser Zeit zusammenarbeitete waren unter anderem Ron Marz und Christopher Priest.
1998 gab Bernadó seine Arbeit für den US-amerikanischen Markt wieder auf, um sich erneut der Arbeit für europäische Disney-Produkte widmen zu können, die er im Auftrag der Sanchis und Comicon Studios erledigte. So zeichnete er für das niederländische, wöchentlich erscheinende Donald Duck Magazin Geschichten über Mad Madam Mim, Little Hiawatha und Dumbo und für das französische Mickey Mouse Magazin Geschichten über die Titelfigur.